# Perictíone
Perictione, ou Periktíone, foi a mãe do filósofo grego Platão.
Jerônimo de Estridão, no livro Contra Joviano, ao relatar casos de filhos de mães virgens em várias mitologias, menciona que Espeusipo, sobrinho de Platão, Clearco, na eulogia de Platão, e Anaxelides, no seu segundo livro de filosofia, escreveram que Perictione, a mãe de Platão, havia sido violentada por uma aparição de Apolo, e que por isto Platão seria filho de uma virgem.
Segundo Cláudio Eliano, Perictíone carregou Platão, quando Ariston sacrificava às Musas ou às Ninfas; quando eles estavam realizando os ritos sagrados, um enxame de abelhas pousou na boca de Platão quando este dormia, indicando a futura doçura da sua língua.
Ela era uma descendente de Sólon, o legislador ateniense e foi casada com Ariston, com quem teve três filhos — Glaucon, Adeimantus e Platão — e uma filha, Potone. Depois da morte de Ariston, casou-se com Pyrilampes, seu próprio tio, e um amigo do estadista ateniense, com quem ela teve um quinto filho, o Antífon que recita Parmênides.